# Lenguas de Santo Tomé y Príncipe
Santo Tomé y Príncipe es un micro-Estado africano cuya lengua oficial es el portugués. Prácticamente toda la población habla este idioma. Por su parte, otras lenguas criollas de base portuguesa como el forro, el angolar o el principense son habladas. Santo Tomé y Príncipe es miembro de la Comunidad de Países de Lengua Portuguesa.
Los registros indican que las islas viven en una situación de multilingüismo, pues la mayoría de la población habla dos o más lenguas. 

## Portugués
El idioma portugués es el oficial del país y la lengua de la administración, la escuela y los medios de comunicación. El país se suscribió al Acuerdo ortográfico de la lengua portuguesa de 1990 en 2006.

## Idiomas criollos
Contrariamente a otras sociedades criollas, en Santo Tomé y Príncipe las lenguas criollas no tienen estatuto de lengua oficial y están excluidas del sistema educativo. No obstante, algunos programas de radio y televisión incluyen algunos espacios a las lenguas criollas. 

### Criollo principense
El criollo principense es hablado en la isla de Príncipe, la más pequeña de las dos islas principales del país. También se conoce como lung’Ie. El  lung’Ie es una lengua en peligro de extinción, aunque el número de hablantes es difícil de precisar.

### Criollo caboverdiano
A pesar de no ser una lengua autóctona del país, esta lengua criolla es hablada en ambas islas por una importante parte de la población. El criollo caboverdiano se introdujo en las islas como consecuencia de la llegada de inmigrantes caboverdianos desde mediados del siglo XIX.